# Moulin de Lindekemale

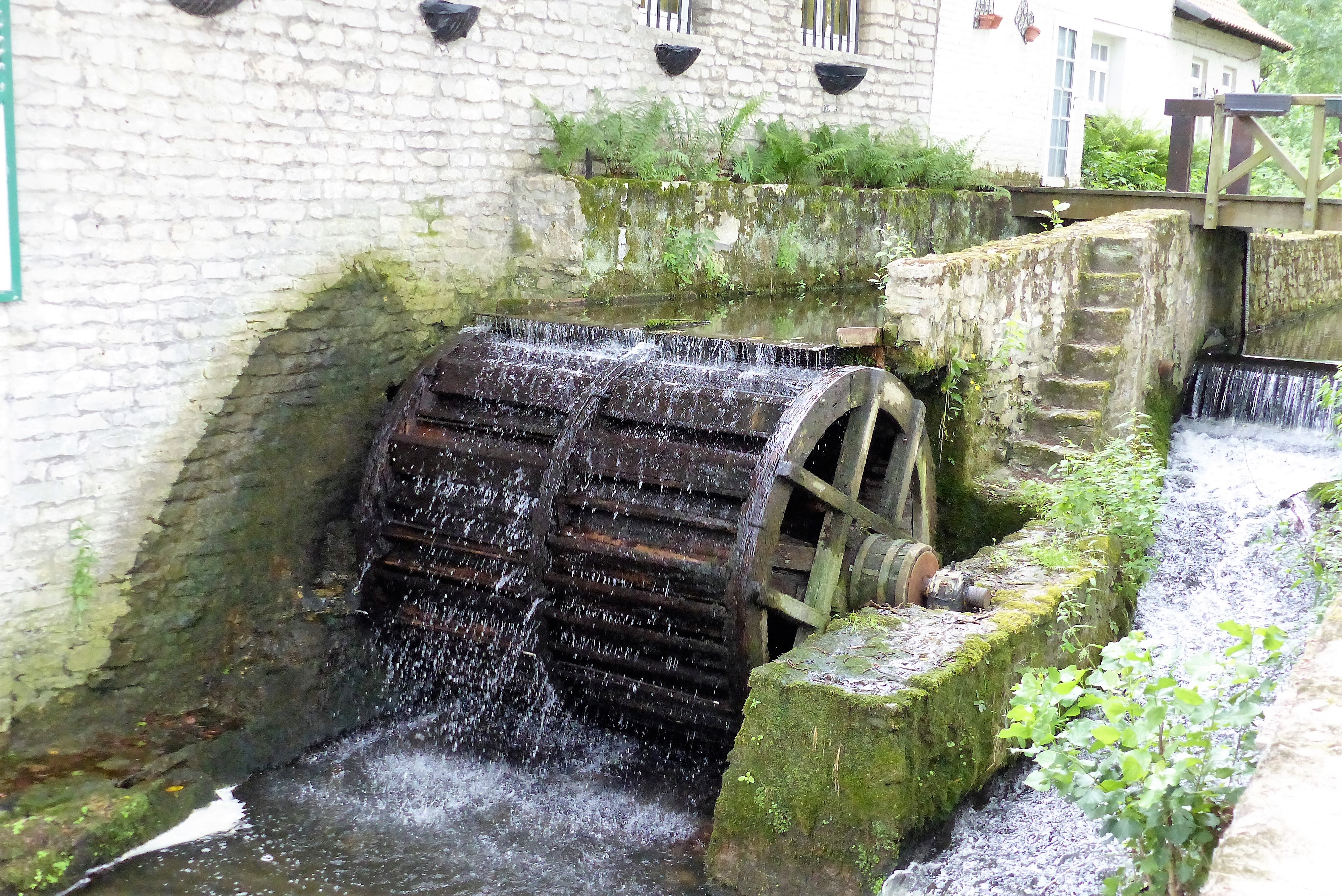
A malom vízkereke

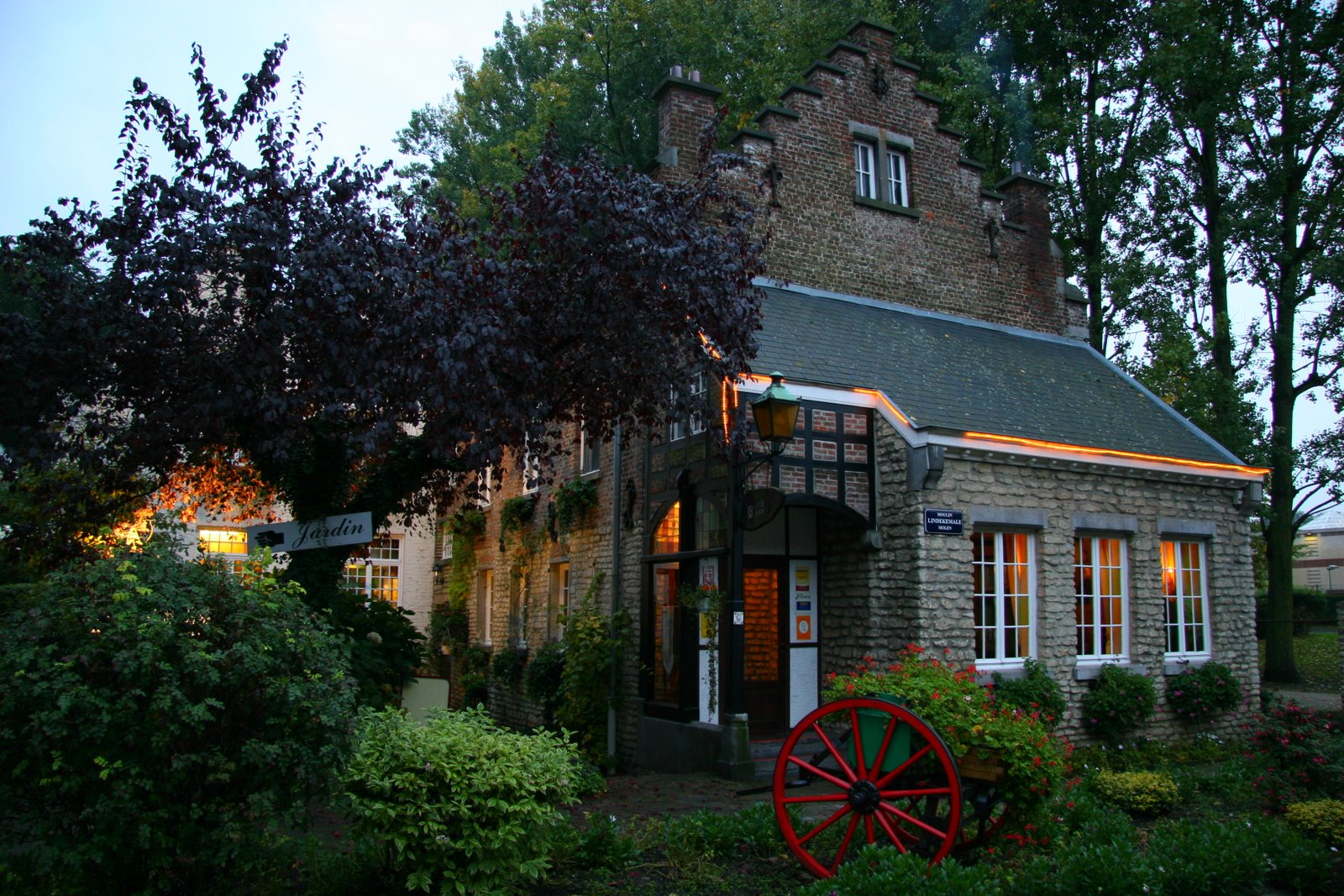
Az étterem bejárata

A Moulin de Lindekemale (francia) vagy De Lindekemalemolen (holland) egy a 12. századból származó vízimalom a brüsszeli Woluwe-St-Lambert kerületben. A malom vízkereke ma is működőképes, a közeli Woluwe folyó vize hajtja. A brüsszeli Uccle kerületben található Moulin de Neckersgattal együtt csak ez a két működőképes vízimalom maradt fenn Brüsszeben a 19. sz. végén működött 87 vízimalom közül.

## Története
A malom első említése 1129-ből származik, a parki szerzetes Étienne de Wezembeek által írt évkönyvben található, ennek alapján a Brüsszel város területén valaha működött vízimalmok közül ez a legöregebb, a 12. sz. során a Woluwe-folyó völgyét uraló hűbérurak a Leuvenhez közel található, parki norbertinus apátságnak adományozták.
A 12. században építették, de az idők során a változó felhasználásnak megfelelően többször is átalakították: 1611-ig csak gabonát őrölt, majd 1686-ban a malom egy részét papírmalommá alakították át. Még később dohányt, illetve pótkávéban felhasznált cikóriát dolgoztak fel itt.
A 19. század végére a malom a Woluwe-Saint-Lambert kerület leghosszabb ideig hivatalban lévő polgármestere (1819-1860), Jean Devis  tulajdonába került. 
A malom 1955 májusában került a kerület tulajdonába, azután előbb mint kávézó, majd 1966 óta mint étterem működik. 1989-től hivatalosan is műemlék.
1994. május 11-én Georges Désir polgármester felavatta a malom új vízkerekét, amelynek átmérője 2,30 m, súlya 2800 kg.

## Címe, elérhetősége
A malom címe: Avenue Jean-François Debecker 6 (Jean-François Debeckerlaan 6), 1200 Woluwe-Saint-Lambert, Belgium, koordinátái é. sz. 50° 50′ 40″, k. h. 4° 26′ 20″50.844444°N 4.438889°E.

## Külső hivatkozások
- Sint-Lambrechts-Woluwe – De Lindekemalemolen holland nyelven
- Az étterem honlapja